# Pierre Gallo
Pierre Gallo (Stoccolma, 24 gennaio 1975) è un ex calciatore svedese, di ruolo centrocampista.

## Carriera

### Club
Gallo giocò con le maglie di AIK e Djurgården, prima di passare ai norvegesi del Bryne. Debuttò nella Tippeligaen il 16 aprile 2001, nel pareggio a reti inviolate sul campo del Lillestrøm. Il 17 giugno segnò la prima rete nella massima divisione di questo paese, su calcio di rigore nella sconfitta per 3-2 contro il Sogndal.
Nel 2004 tornò in patria, accordandosi con il Landskrona. Esordì in squadra nella sconfitta per 2-1 contro il Trelleborg. Nel 2005 firmò per il Norrköping e, nel 2007, per il Sirius.
Dal 2011, gioca nel Frej.